# Marstallstraße (München)
Die Marstallstraße in München liegt in der Altstadt und verläuft von der  Maximilianstraße bis zur Wurzerstraße.

## Geschichte

### Marstallstraße
Sie wurde benannt nach dem Münchner Marstall. Die ganze Westseite der Marstallstraße nimmt der königliche Marstall ein. Der Marstall wurde von Leo von Klenze erbaut und diente der adeligen Gesellschaft Anfang des 19. Jahrhunderts als Hofreitschule. Das heute als Marstall bezeichnete Gebäude in München war nur das Reithaus der Hofreitschule (ein Nachfolgebau des am Hofgarten gelegenen alten Turnierhauses, das 1822 abgerissen wurde). Mit dem Ende der Monarchie 1918 fand auch das Reiten im Marstall ein Ende. Der gesamte ehemalige Münchner Marstall wurde im Zweiten Weltkrieg zerbombt; der jetzige „Marstall“ ist eine Fassadenrekonstruktion. Heute ist er einer der Spielorte des Bayerischen Staatsschauspiels. Die Marstallstraße ging einst in die Hofgartenstraße über, unweit der Säg- und Mahlmühle. Diese Verbindung wurde durch den Bau des Altstadtrings unterbrochen. Die Marstallstraße geht nunmehr U-förmig in die Wurzerstraße über.

### Wurzerstraße
Die Wurzerstraße verband einst die Maximilianstraße mit der Christophstraße, Sigmundstraße und Pilotystraße. Der Bau des Altstadtrings – hier des Karl-Scharnagl-Rings – durchtrennte auch diese Verbindung. Die Wurzerstraße hat ihren Namen von dem Wurzerthor, das an sogenannten Wurzgärtenlagen im 14. und 15. Jahrhundert lag. Ein Wurzgarten (mittelhochdeutsch wurze für ‚Pflanze, Kraut, Wurzel‘) war ein Garten innerhalb von Stadt- oder Burgmauern, in dem in Flach- oder Hochbeeten nützliche Pflanzen und farbenfrohe Blumensorten gezogen wurden. Das Tor wurde im 14. Jahrhundert Graggenauer Tor, dann Wurzertor und später Kosttor genannt, das 1872 abgerissen worden ist. In der Wurzerstraße 17 befand sich fast 40 Jahre lang die Wohnung des Schriftstellers Sigi Sommer (Blasius). Er charakterisierte die Wurzerstraße wie folgt: „Diese Straße ist an sich so unwichtig wie ein Blinddarm und auch nicht recht viel länger. Aber in ihren Apartments und Dachgartenkäfigen wohnen wohl die seltsamsten und spaßigsten Vögel unserer Stadt: Künstler, Käuze, Komiker, Komponisten, Kapellmeister, Kavaliere und Komödianten“.

## Lage
Die Marstallstraße verläuft von der Maximilianstraße bis zur Wurzerstraße und bildet mit dieser zusammen einen U-förmigen Verlauf, der an der Maximilianstraße beginnt und an ihr wieder endet. Dazwischen liegt das Hotel Vier Jahreszeiten. Fußgängerwege verbinden sie mit dem Marstallplatz und dem Karl-Scharnagl-Ring. 

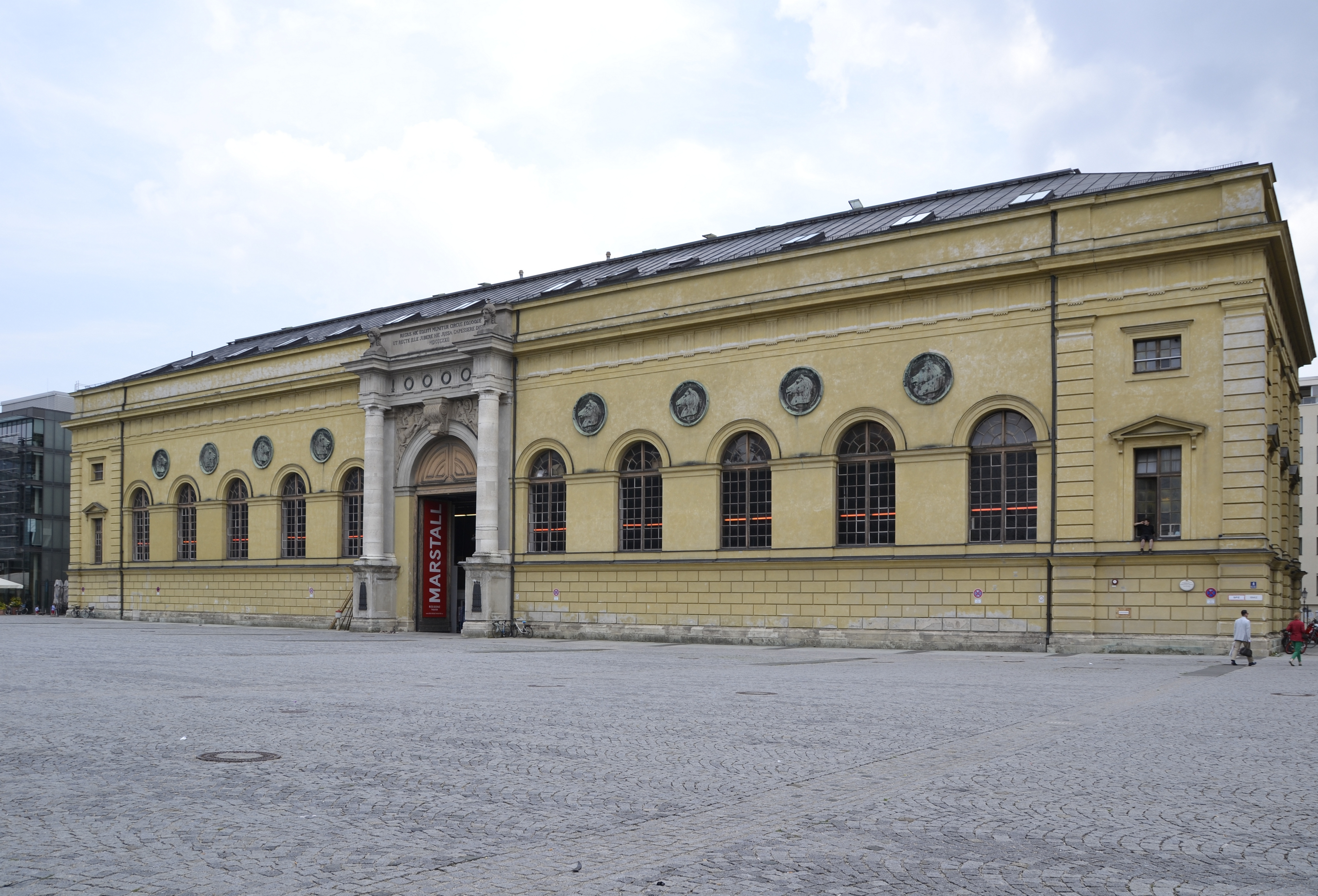
Marstall
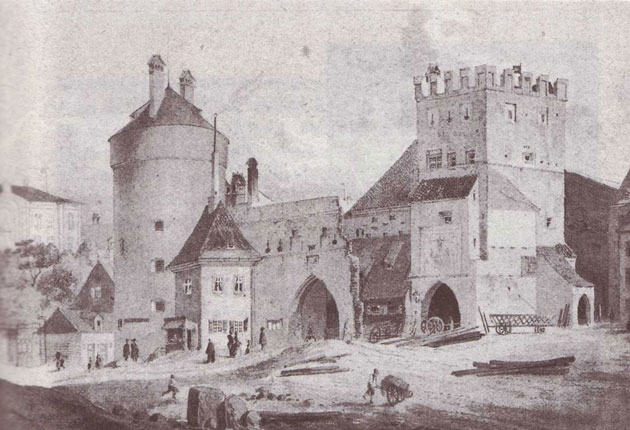
Das Kosttor 1872, kurz vor seinem Abriss; vormals Wurzertor